# King of the Court
King of the Court (Koning van het Hof) is een spelvariant van beachvolleybal. Het wordt gespeeld door vijf teams tegelijkertijd. Een team bestaat uit twee spelers. Het beachvolleybalveld wordt verdeeld in een winnaarskant en een uitdagerskant. Er wordt op tijd gespeeld met een afvalsysteem. Twee teams staan in het veld, de andere drie teams wachten langs de kant. Bij King of the Court gaat het erom aan de kant van de koning te komen en daar punten te scoren. Wie aan de koningskant een rally wint, krijgt een punt. Een team dat aan de uitdagerskant een rally wint, schuift door naar de winnaarskant. Het andere team verlaat het veld en sluit aan in de rij langs de kant. De eerste ploeg van die wachtrij komt erin aan de uitdagerskant.

## Begin

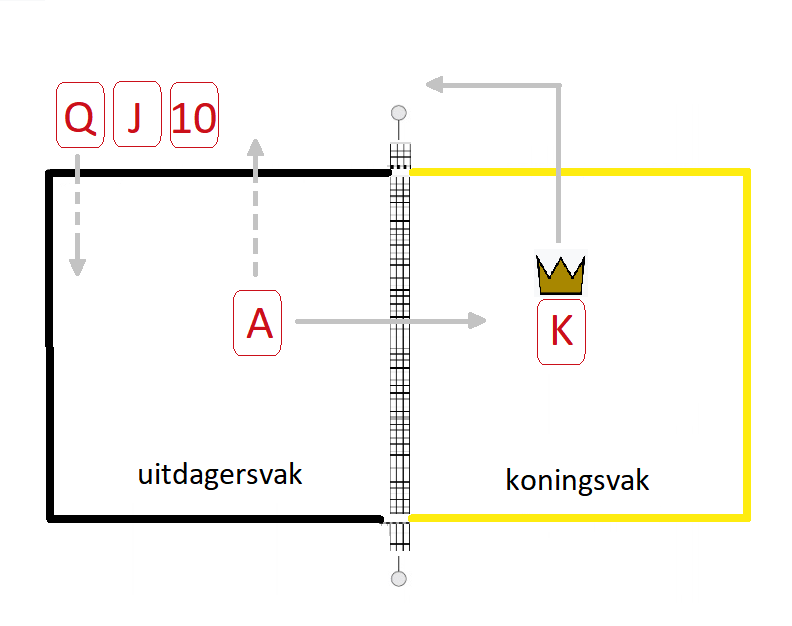
Speelveld met rouleerschema

Door loting wordt bepaald welke twee teams beginnen. Elk team pakt een speelkaart en het team dat de hoogste kaart trekt ('Koning' bij de mannen en dan wel 'Vrouw’ bij de vrouwen) mag beginnen aan de King-zijde, de 'Aas' begint aan de uitdagerskant. De overige drie teams beginnen in volgorde van de getrokken kaarten: Vrouw, Boer/Jack, 10. Elke rally begint met een opslag door het team aan de kant van de uitdagers. Teams bepalen zelf welke speler serveert. De veldbelijning bestaat uit zwart lint voor het uitdagersvak en geel lint voor het koningsvak.

## Spelverloop
Het team aan de instapkant van de uitdagers dat de rally wint, schuift door naar de kant van de koning. Het andere team verlaat het veld en wacht aan de kant tot ze opnieuw mogen serveren aan de kant van de uitdagers. Als het team in het koningsvak de rally wint, krijgt het 1 punt en blijft in het koningsvak. Alleen aan de koningszijde kunnen punten worden gescoord. Het gaat erom zo lang mogelijk aan de Kingzijde te staan om zoveel mogelijk punten te verdienen. Een foute opslag betekent doorschuiven en aansluiten in de wachtrij. Bij een foute opslag krijgt het team op de Kingside geen punt. Het spel wordt op tijd gespeeld. Om de vaart in het spel te houden zitten er maximaal acht seconden tussen het einde van een rally en het begin van een volgende rally. Tijdens de rally gelden de beachvolleybalregels.
In drie ronden wordt de winnaar bepaald. De eindstand van de eerste ronde bepaalt de volgorde van de tweede ronde. Dus de winnaar begint aan de King-zijde, nummer 2 aan de uitdagerszijde, nummer 3 op de tweede serveerpositie en nummer vier daarachter in de rij. Er zijn geen time-outs en geen pauzes. Het team met de laagste score aan het einde van elke ronde valt af. In de derde ronde, de finaleronde, wint het team dat als eerste 15 punten behaalt of de hoogste score heeft op het moment van de laatste zoemer. Wanneer de zoemer midden in een rally afgaat, wordt de rally uitgespeeld en is de wedstrijd daarna afgelopen.
De winnaars van het toernooi worden gekroond tot King of Queen of the Court.

## Nederlands spelconcept
Het concept werd bedacht door de Leekster Wilco Nijland van organisatiebureau Sportworx. Hij stoorde zich aan de vele dode spelmomenten en time-outs van het gewone beachvolleybal. In 2017 begon Nijland met experimenteren. Uitgangspunt was een trainingsvariant van volleybal waarbij door  meerdere teams tegelijkertijd op één veld werd gespeeld en het winnende team steeds bleef staan.
In 2017 startte Sportworx op het Jaarbeursplein in Utrecht met een testevenement van King of the Court. Na een aantal testwedstrijden en -toernooien volgde de oprichting van Crown Series, een serie van wedstrijden op vier locaties. In 2018 werden naast een toernooi in Utrecht internationale toernooien gespeeld in Hawaï, Los Angeles en Antwerpen.

## Coronaproof
In 2020 was het toernooi het eerste internationale sportevenement in Nederland tijdens de coronapandemie. Het tijdelijke stadion op het Jaarbeursplein was daartoe coronaproof gemaakt. Zo waren alle beschikbare toeschouwersplekken in skyboxen ingedeeld. De tijdens corona leegstaande hotelkamers werden benut om spelers in onder te brengen en een televisiezender kon het toernooi uitzenden doordat veel andere sportevenementen vanwege corona niet doorgingen.